# Tour de Münster 2022
La 16e édition du Tour de Münster (en allemand : Münsterland Giro 2022) a eu lieu le 3 octobre 2022 entre Telgte et Münster en Allemagne, sur une distance de 205,9 kilomètres. Elle fait partie du calendrier UCI ProSeries 2022 en catégorie 1.Pro. Olav Kooij de l'équipe Jumbo-Visma remporte le sprint.

## Présentation

### Parcours
Partant de Telgte, le tracé comporte trois côtes situées à mi-parcours : le Hôxberg, le Stromberg et le Pilatusberg. La course se termine par un circuit local de 4,4 km à accomplir trois fois avec l'arrivée située sur la Schlossplatz de Münster

### Équipes
Dix-neuf équipes sont au départ de la course : dix équipes UCI WorldTeam, trois équipes continentales professionnelles, cinq équipes continentales et une équipe nationale.
| WorldTeams (10)- Bora-Hansgrohe - Cofidis - Intermarché-Wanty-Gobert Matériaux - Israel-Premier Tech - Jumbo-Visma - Lotto-Soudal - Quick-Step Alpha Vinyl - Team DSM - UAE Team Emirates - BikeExchange-Jayco ProTeams (3)- Alpecin-Deceuninck - Uno-X Pro Cycling Team - Sport Vlaanderen-Baloise Équipes continentales (5)- Bike Aid - Metec-Solarwatt p/b Mantel - Saris Rouvy Sauerland Team - Team Lotto-Kern Haus - VolkerWessels Cycling Team Équipe nationale- Allemagne |
| |

## Classement final
| \| Classement général \| Classement général \| Classement général \| Classement général \| Classement général \| \| Coureur \| Coureur \| Pays \| Équipe \| Temps \| \| ------------------ \| ------------------ \| ------------------ \| ------------------------ \| ------------------ \| \| 1er \| Olav Kooij \| Pays-Bas \| Jumbo-Visma \| 4 h 36 min 35 s \| \| 2e \| Jasper Philipsen \| Belgique \| Alpecin-Deceuninck \| + 0 s \| \| 3e \| Max Walscheid \| Allemagne \| Cofidis \| + 0 s \| \| 4e \| Itamar Einhorn \| Israël \| Israel-Premier Tech \| + 0 s \| \| 5e \| Sam Bennett \| Irlande \| Bora-Hansgrohe \| + 0 s \| \| 6e \| Fabio Jakobsen \| Pays-Bas \| Quick-Step Alpha Vinyl \| + 0 s \| \| 7e \| Dylan Groenewegen \| Pays-Bas \| Team BikeExchange-Jayco \| + 0 s \| \| 8e \| Casper van Uden \| Pays-Bas \| Team DSM \| + 0 s \| \| 9e \| Max Kanter \| Allemagne \| Movistar Team \| + 0 s \| \| 10e \| Milan Fretin \| Belgique \| Sport Vlaanderen-Baloise \| + 0 s \| |                   |           |                          |                 |
| |                   |           |                          |                 |
| Source : ProCyclingStats |                   |           |                          |                 |
| Classement général |                   |           |                          |                 |
| Coureur | Coureur           | Pays      | Équipe                   | Temps           |
| 1er | Olav Kooij        | Pays-Bas  | Jumbo-Visma              | 4 h 36 min 35 s |
| 2e | Jasper Philipsen  | Belgique  | Alpecin-Deceuninck       | + 0 s           |
| 3e | Max Walscheid     | Allemagne | Cofidis                  | + 0 s           |
| 4e | Itamar Einhorn    | Israël    | Israel-Premier Tech      | + 0 s           |
| 5e | Sam Bennett       | Irlande   | Bora-Hansgrohe           | + 0 s           |
| 6e | Fabio Jakobsen    | Pays-Bas  | Quick-Step Alpha Vinyl   | + 0 s           |
| 7e | Dylan Groenewegen | Pays-Bas  | Team BikeExchange-Jayco  | + 0 s           |
| 8e | Casper van Uden   | Pays-Bas  | Team DSM                 | + 0 s           |
| 9e | Max Kanter        | Allemagne | Movistar Team            | + 0 s           |
| 10e | Milan Fretin      | Belgique  | Sport Vlaanderen-Baloise | + 0 s           |